# Chlorotherion
Chlorotherion är ett släkte av skalbaggar. Chlorotherion ingår i familjen långhorningar.
Kladogram enligt Catalogue of Life:
| Chlorotherion | \| \| Chlorotherion consimilis \| \| \| \| \| \| Chlorotherion punctatus \| \| \| \| |
|               | \| \| Chlorotherion consimilis \| \| \| \| \| \| Chlorotherion punctatus \| \| \| \| |
|               | Chlorotherion consimilis                                                             |
|               |                                                                                      |
|               | Chlorotherion punctatus                                                              |
|               |                                                                                      |